# Investigações Filosóficas
O livro Investigações Filosóficas é considerado, ao lado do Tractatus Logico-Philosophicus, o trabalho mais importante do filósofo Ludwig Wittgenstein. As Investigações Filosóficas constituem uma espécie de síntese da segunda fase do pensamento de Wittgenstein, assim como o Tractatus é uma síntese da primeira. O livro foi publicado postumamente, em 1953, numa edição bilíngue alemão/inglês, cuja tradução para o inglês foi feita por G. E. M. Anscombe. 
Nas Investigações Filosóficas, Wittgenstein critica várias ideias que ele mesmo havia defendido anteriormente no Tractatus, em especial as ideias de uma essência da linguagem, de uma teoria pictórica do significado e de uma estrutura lógica subjacente à forma aparente das proposições. Wittgenstein também defende a ideia de que não há problemas filosóficos genuínos, pois os problemas filosóficos surgem de uma falta de compreensão do funcionamento da linguagem e da lógica dos conceitos. Nesta perspectiva, a filosofia é vista como uma atividade terapêutica que dissolve as perplexidades "filosóficas".
O livro também propõe a análise de vários conceitos importantes para a filosofia da mente, tais como os conceitos de pensamento, intenção, consciência e vontade.